# JNR-Klasse C57
Die Klasse C57 (jap. 国鉄C57形蒸気機関車, Kokutetsu C57-gata Jōki kikansha, etwa „Dampflokomotive der Klasse C57 der Staatseisenbahn“) ist eine 2C1-Dampflokomotive, gebaut in Japan von 1937 bis 1947. Insgesamt 201 Lokomotiven der aus der C55 abgeleiteten Baureihe C57 wurden gebaut. Wegen ihres eleganten Äußeren erhielten sie den Spitznamen „Lady“.
Die Baureihe wurde im Dezember 1975 aus dem regulären Personenzugdienst gezogen.

## Erhaltene Exemplare

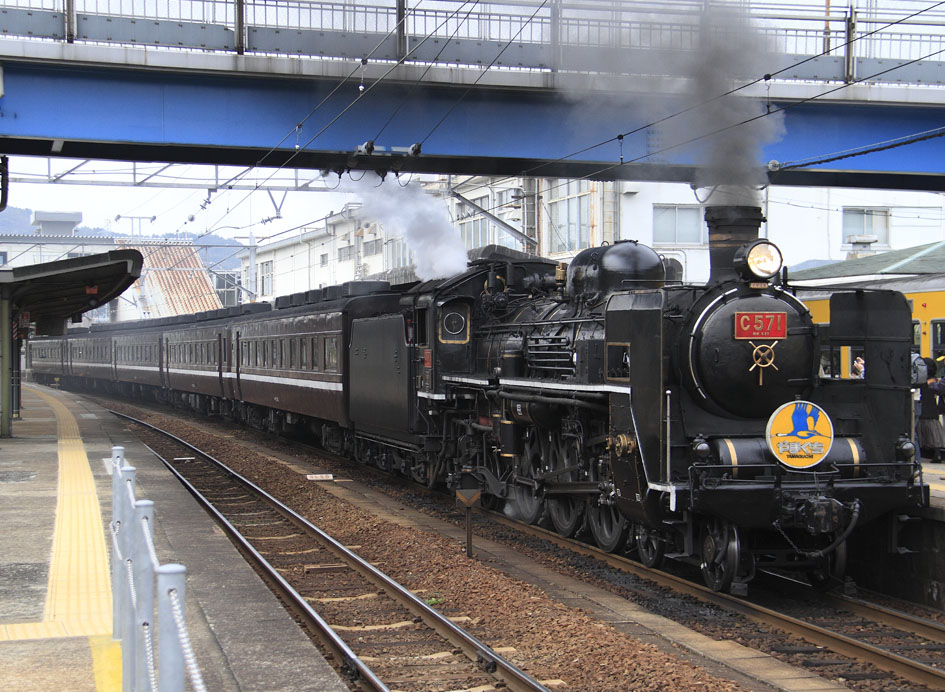
C57 1 im Dienst, November 2009

In dem Jahr 2012 waren 32 Klasse-C57-Lokomotiven erhalten, und zwei davon, C57 1 und C57 180, wurden betriebsfähig erhalten.
In Taiwan blieb die Lokomotive CT273 betriebsfähig erhalten.

### C57 1
C57 1 wird von JR West betrieben und im Shimonoseki Depot unterhalten. Bis mindestens 2009 wurde sie für Sonderzüge auf einem Teilstück der Yamaguchi-Linie von Shin-Yamaguchi über Yamaguchi nach Tsuwano eingesetzt.

### C57 180
C57 180 wurde im Auftrag von JR East restauriert und zieht zu besonderen Ereignissen Züge auf den JR-East-Linien hauptsächlich zwischen Niigata, Aizu-Wakamatsu und Koriyama.

### CT273
CT273 war von den Bahnen der japanischen Kolonie Taiwan 1943 als C57 3 beschafft und nach der Unabhängigkeit Taiwans von der Taiwan Railway Administration (TRA) zu CT273 umgezeichnet worden. Sie wurde 1983 ausgemustert und von der TRA im Juni 2014 in Hualien wiederaufgearbeitet.

## Bildergalerie

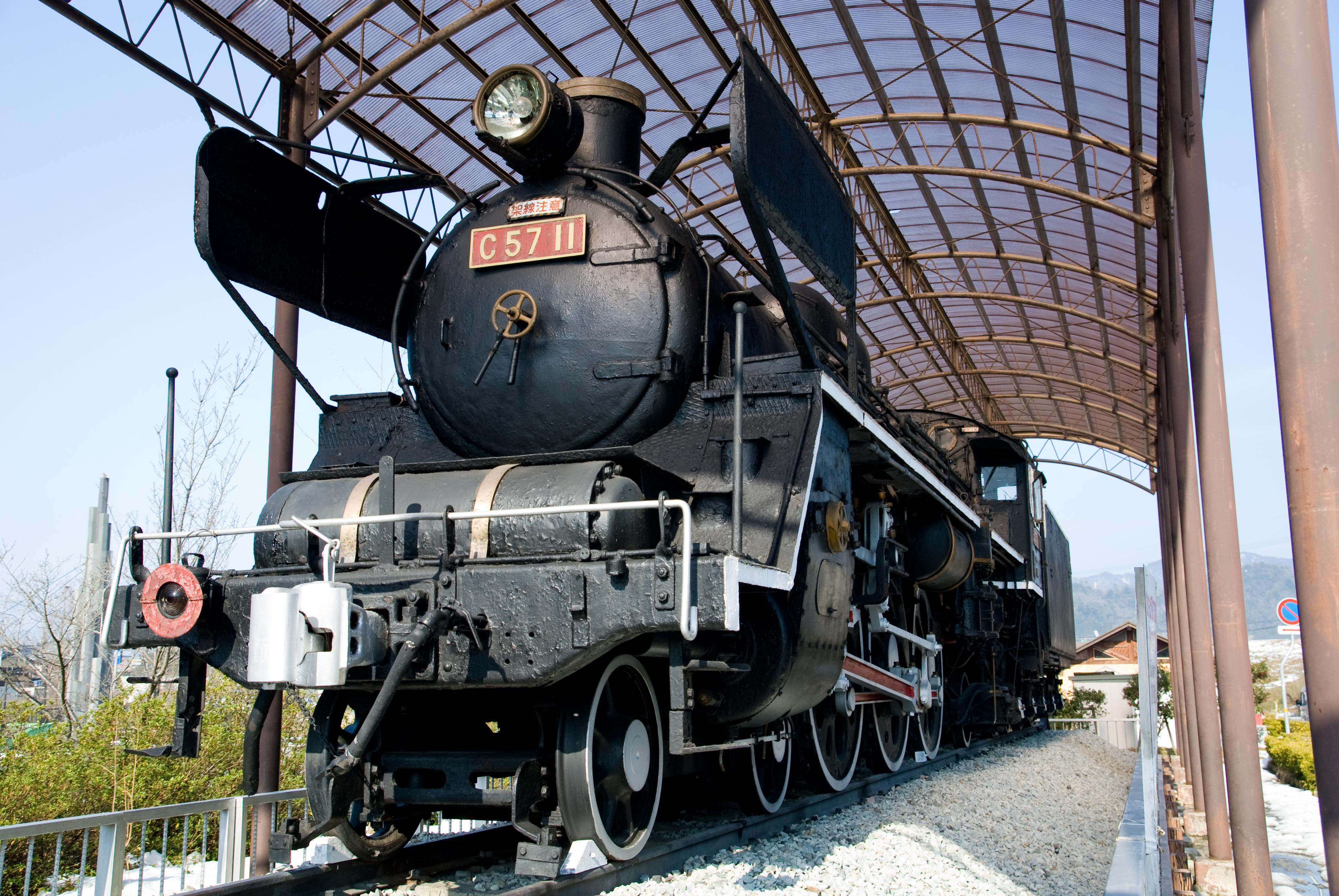
C57 11
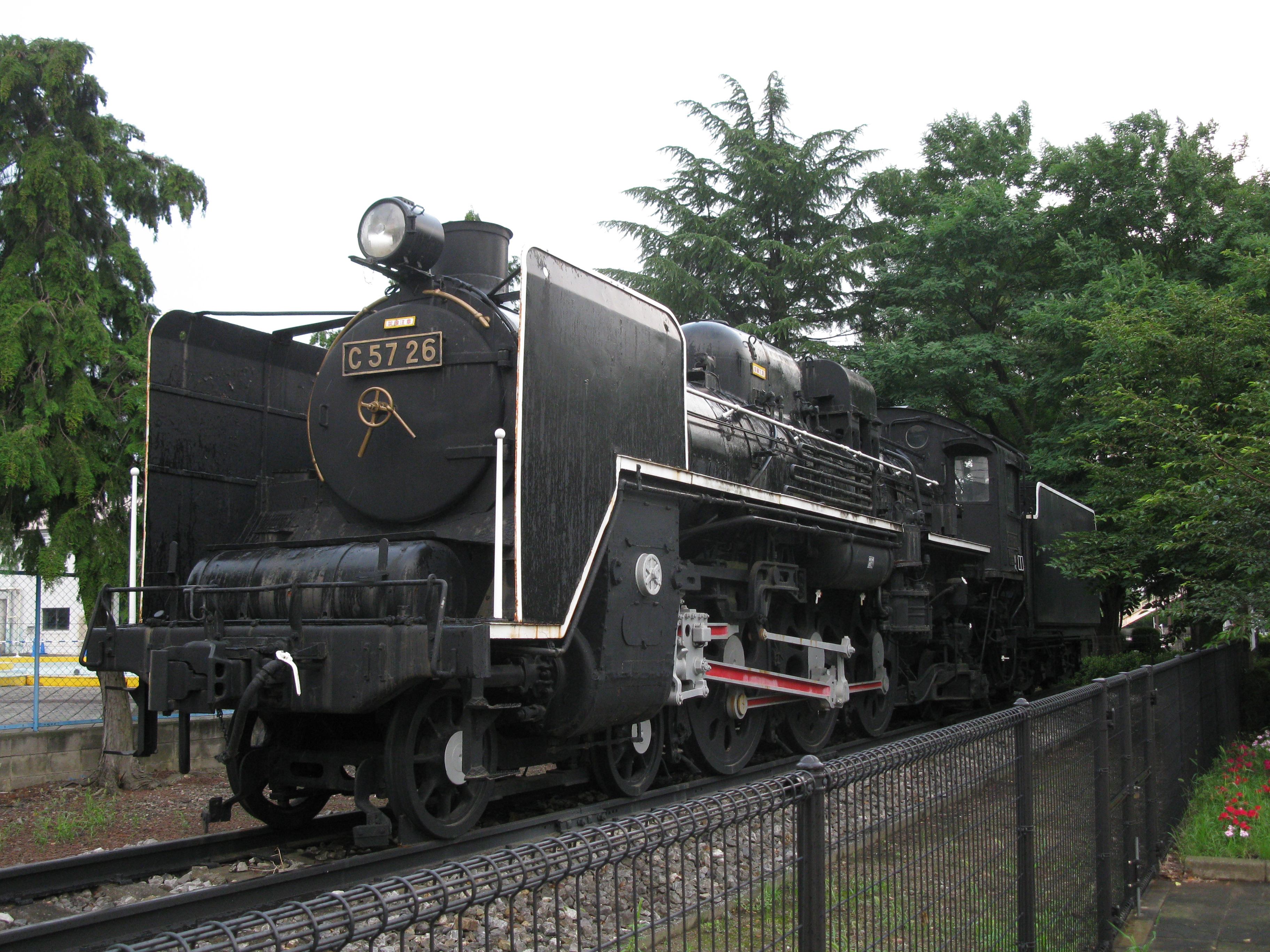
C57 26 in Gyoda, Saitama, Juli 2011
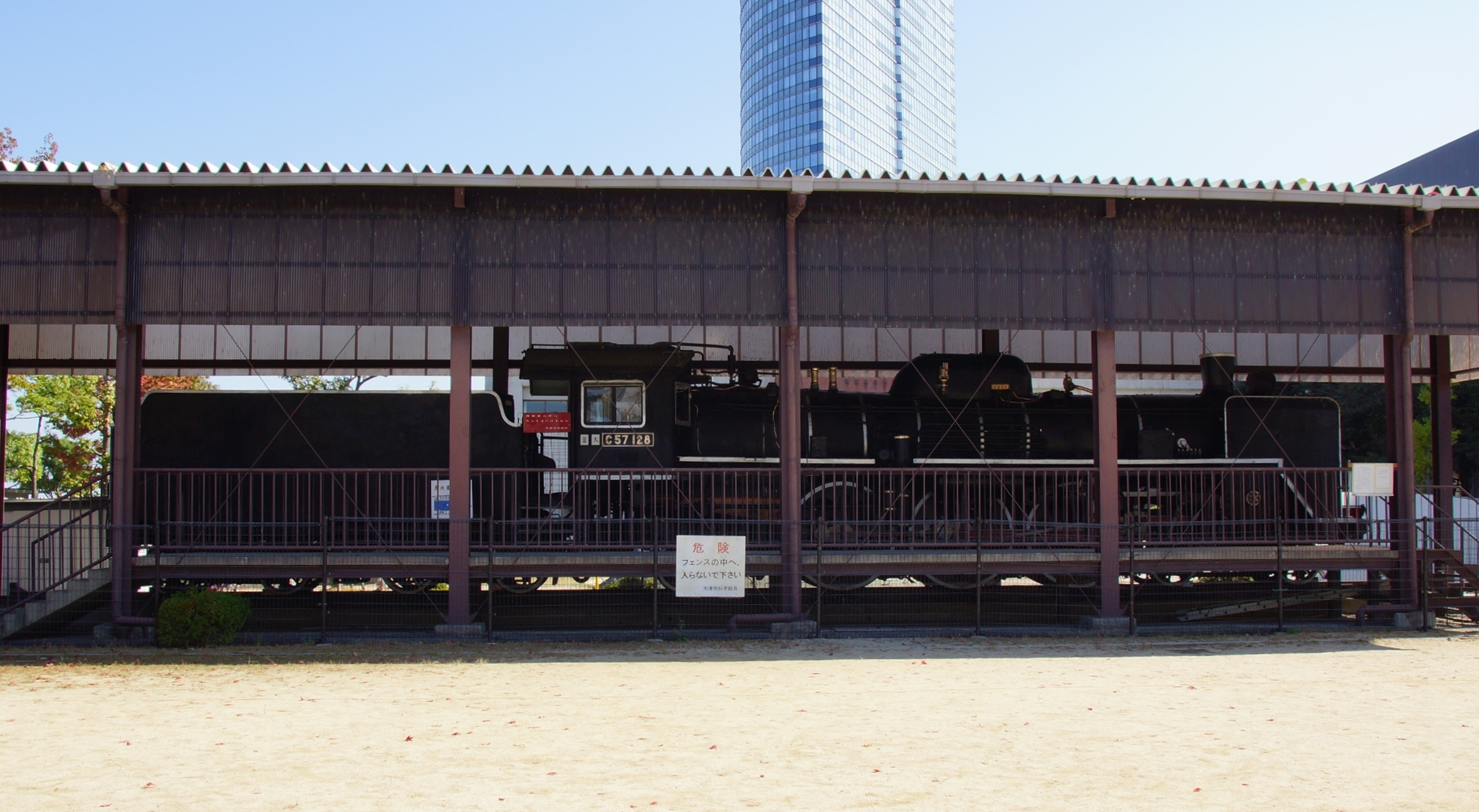
C57 128 in Otsu, Shiga, Oktober 2013
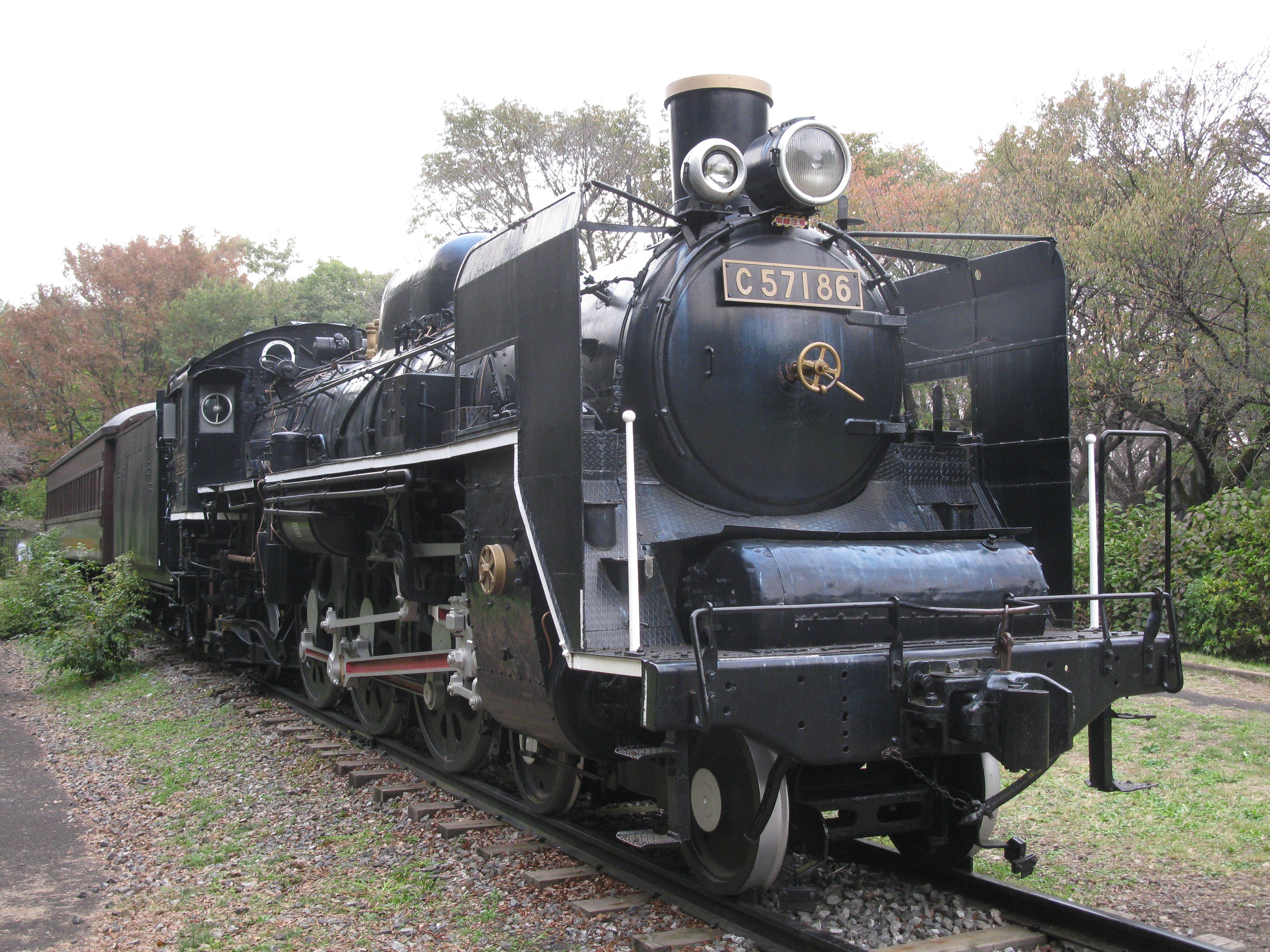
C57 186 in Koganei, Tokio, November 2011
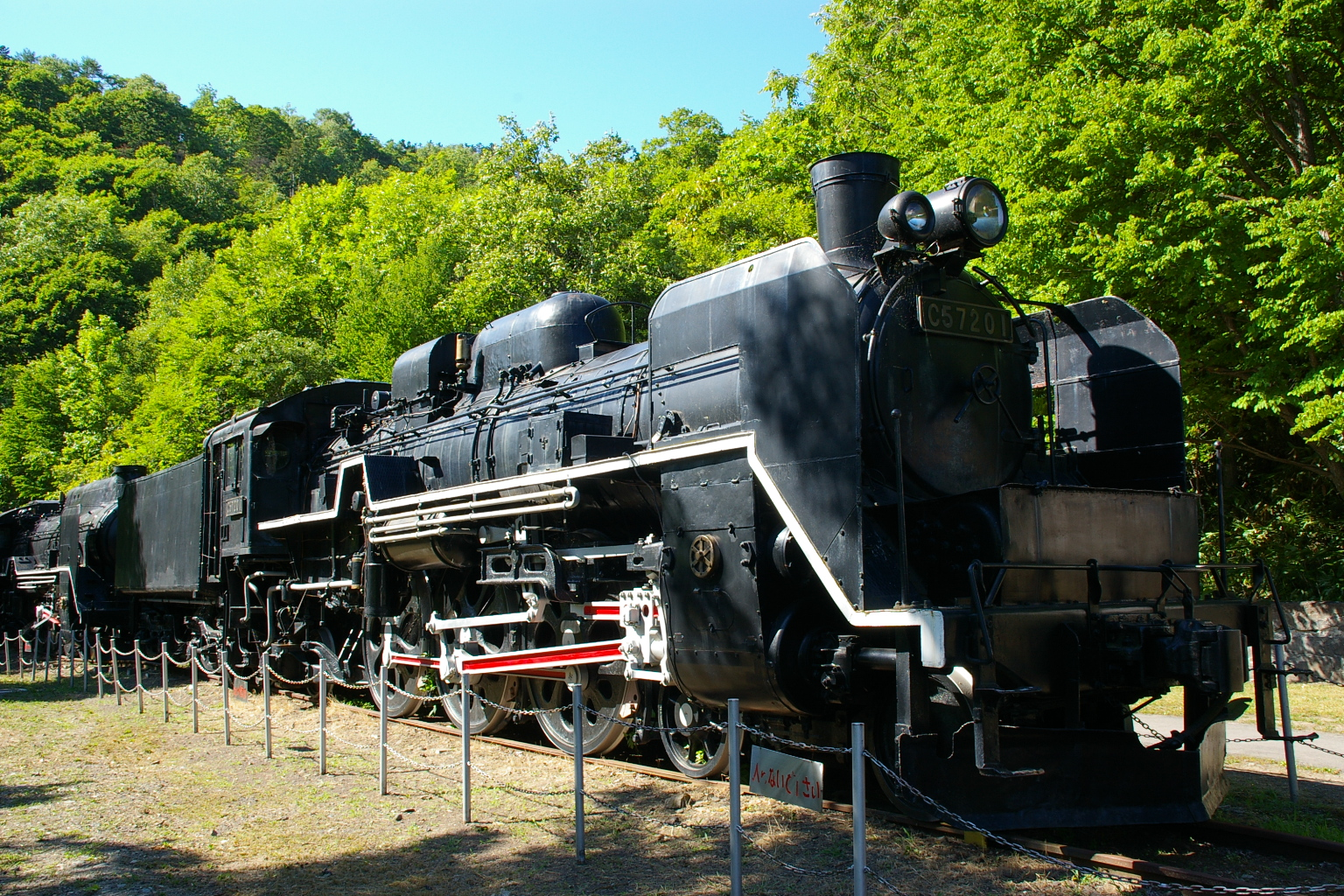
C57 201 in Asahikawa, Hokkaido
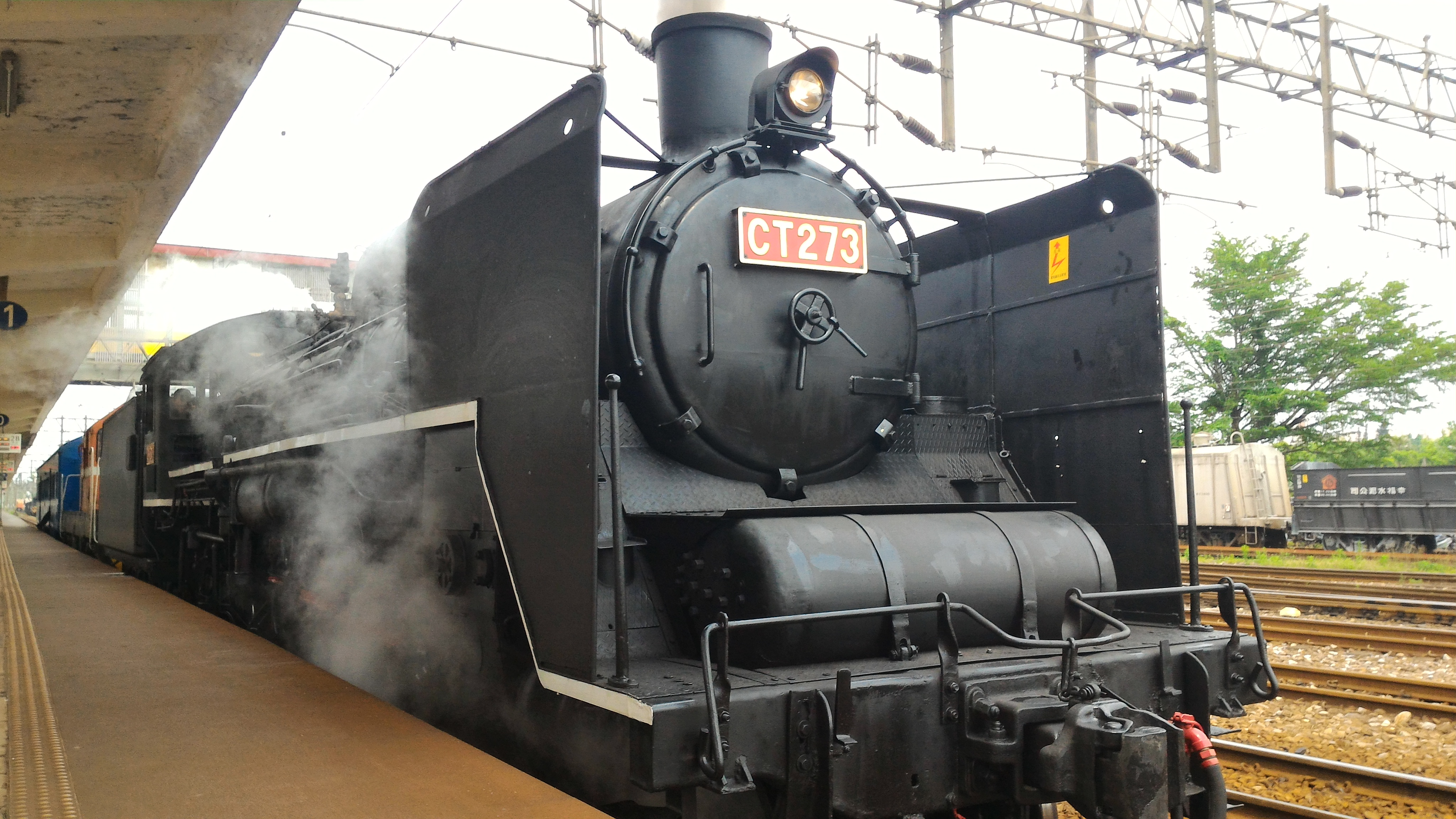
CT273 in Yilan, Taiwan